# Ludowika Jakobsson
Ludovika Antje Margareta Jakobsson-Eilers (nascuda Eilers, Potsdam, Brandenburg, 25 de juliol de 1884 – Hèlsinki, 1 de novembre de 1968) va ser una patinadora artística sobre gel alemanya de naixement i finlandesa després de casar-se amb Walter Jakobsson, que va competir a la primeria del segle xx.
El 1920 va prendre part en els Jocs Olímpics d'Anvers, on va guanyar la medalla d'or en la prova parelles, junt amb el seu marit Walter Jakobsson, del programa de patinatge artístic. Als Jocs d'hivern de 1924, a Chamonix, va guanyar la medalla de plata en la prova per parelles, mentre el 1928 fou cinquena a Sankt Moritz també en la prova per parelles i sempre en companyia de Walter Jakobsson.
Eilers va conèixer Jakobsson el 1907 mentre estudiava enginyeria a Berlín. Van començar a competir junts el 1910 i es van casar el 1911, d'aquí que la International Skating Union compti les medalles que van obtenir plegat entre 1910 i 1911 mig com a alemanys mig com a finlandesos i sols després 1911 sols com a finlandesos. La parella va viure a Berlín fins a 1916, quan es van traslladar a Hèlsinki. Allí, Walter va treballar com a director tècnic amb Konecranes, un fabricant líder de grues, mentre Ludovika va protagonitzar algunes pel·lícules mudes finlandeses.
Durant la seva carrera esportiva va guanyar tres campionats del món, dos campionats nacionals i dos campionats nòrdics, sempre fent parella amb el seu marit Walter Jakobsson. En categoria individual destaca un campionat nacional i una medalla de bronze al campionat del món.

## Palmarès

### Per parelles, amb Walter Jakobsson
| Prova                   | 1910 | 1911 | 1912 | 1913 | 1914 | 1919 | 1920 | 1921 | 1922 | 1923 | 1924 | 1928 |
| ----------------------- | ---- | ---- | ---- | ---- | ---- | ---- | ---- | ---- | ---- | ---- | ---- | ---- |
| Jocs Olímpics           |      |      |      |      |      |      | 1a   |      |      |      | 2a   | 5a   |
| Campionat del Món       | 2a   | 1a   | 2a   | 2a   | 1a   |      |      |      | 2a   | 1a   |      |      |
| Campionats nòrdics      |      |      |      |      |      | 1a   |      | 1a   |      |      |      |      |
| Campionats de Finlàndia |      | 1a   |      |      |      |      |      | 1a   |      |      |      |      |

### Individual
| Prova                   | 1911 | 1912 | 1917 |
| ----------------------- | ---- | ---- | ---- |
| Campionat del Món       | 3a   | 7a   |      |
| Campionats de Finlàndia |      |      | 1a   |